# Centre logistique de l'infrastructure ferroviaire
Le centre logistique de l'infrastructure ferroviaire (CLIF) est à la fois le dépôt ferroviaire des trains de travaux de la Société nationale des chemins de fer luxembourgeois (CFL) et le magasin central destiné à l'entretien du réseau ferré luxembourgeois. Il est situé à Bettembourg, à hauteur de la gare de triage éponyme.

## Histoire
Le centre logistique de l'infrastructure ferroviaire a été inauguré le 3 octobre 2011.

## Installations
Le CLIF est constitué de deux infrastructures distinctes :
- deux halls couverts de deux voies chacun, d'une superficie totale de 2 700 m2, destinés au remisage du matériel de travaux ;
- une aire de stockage extérieure de 28 000 m2, où est stockée le matériel (rails, traverses, etc.) destiné aux travaux ferroviaires.